# White Sharks HC
A White Sharks HC budapesti floorballcsapat.

## Története
A klub 2003. elején Paska Zoltán és Huszti Péter (akkoriban az ARES Hungária játékosai) kezdeményezésére alakult meg.
Budapesten, a Lobogó utcai kis jégpályán tartották első edzéseiket, a csapat létszáma folyamatosan bővült, így egy klubalapítás szándéka hamar megjelent. A fő szervezők jégkorongklub létrehozását tűzték ki célul, amelynek tagjai a floorball sportágban is részt vesznek majd, azonban a jégkorongosok pár embert leszámítva nem érdeklődtek a sportág száraz verziója iránt, így barátokból, régi csapattársak megkereséséből alakult meg főként a floorball szakosztály.
A klubalapítás hivatalos részét Dr. Szabó Péter ügyvéd végezte.
A 2003/2004-es OB II-es szezonban indulni készülő floorball csapat összeállt, időközben a jégkorongozók áttették székhelyüket az újonnan épült Astra Zeneca jégcsarnokba. A floorballcsapatban az idősebb játékosok mellé fiatal tehetségek is érkeztek több klubtól.
A klub nevét, a White Sharks Hockey Club-ot Huszti és Paska együtt találták ki.

## A jelen
A Cápák, miután az OB II 2007-2008-as szezonjában a dobogó harmadik fokára állhattak, osztályozót játszottak Budapesten a Miskolc csapatával, amelyet 7-4 arányban, Miskolcon pedig 1-3 arányban győztek le, így a csapat 5 éves történelme során először jutott fel az OB I-be.

## Eredményei

### Nemzeti szinten
Második helyezés: 1 alkalommal
**2003/2004

Harmadik helyezés: 2 alkalommal
**2004/2005, 2007/2008

Negyedik helyezés: 1 alkalommal
**2005/2006

Hetedik helyezés: 1 alkalommal
***2006/2007

Tizedik helyezés: 1 alkalommal
***2008/2009

## Jelenlegi keret
2010. április 1. szerint
| #  |        | Poszt | Név                             |
| -- | ------ | ----- | ------------------------------- |
| 1  | magyar | K     | Vincze Tamás                    |
| 17 | magyar | K     | Hegyi Zoltán                    |
| 81 | magyar | K     | Blága Ervin                     |
| 3  | magyar | V     | Sánta József                    |
| 12 | magyar | V     | Tóth Gábor                      |
| 80 | magyar | V     | Miklósi Áron                    |
| 84 | magyar | V     | Schvarcz Gábor (csapatkapitány) |

| #  |        | Poszt | Név               |
| -- | ------ | ----- | ----------------- |
| 6  | magyar | CS    | Gáspár Tamás      |
| 10 | magyar | CS    | Steiner Balázs    |
| 14 | magyar | CS    | Faragó Márton     |
| 16 | magyar | CS    | Varga Kálmán      |
| 22 | magyar | CS    | Híves Péter       |
| 42 | magyar | CS    | Koncz Gergely     |
| 44 | magyar | CS    | Kalmár Tamás      |
| 46 | magyar | CS    | Vénkúti Krisztián |
| 82 | magyar | CS    | Rétháti Zsolt     |
| ?? | magyar | CS    | Nagy Ádám         |

## Külső hivatkozások
- A klub hivatalos honlapja